# Ramón Bonifaz
Ramón Bonifaz (nacido a finales del siglo XII-fallecido en Burgos en 1256), citado en ocasiones como Ramón de Bonifaz y Camargo, fue un mercader y marino, «rico hombre de Castilla», «sabidor de las cosas de mar», primer almirante de Castilla y creador de la Marina Real de Castilla. En el año 1247, Fernando III el Santo le encargó la organización y dirección de una flota que contribuyó de manera decisiva a la conquista de Sevilla.

## Biografía

### Orígenes

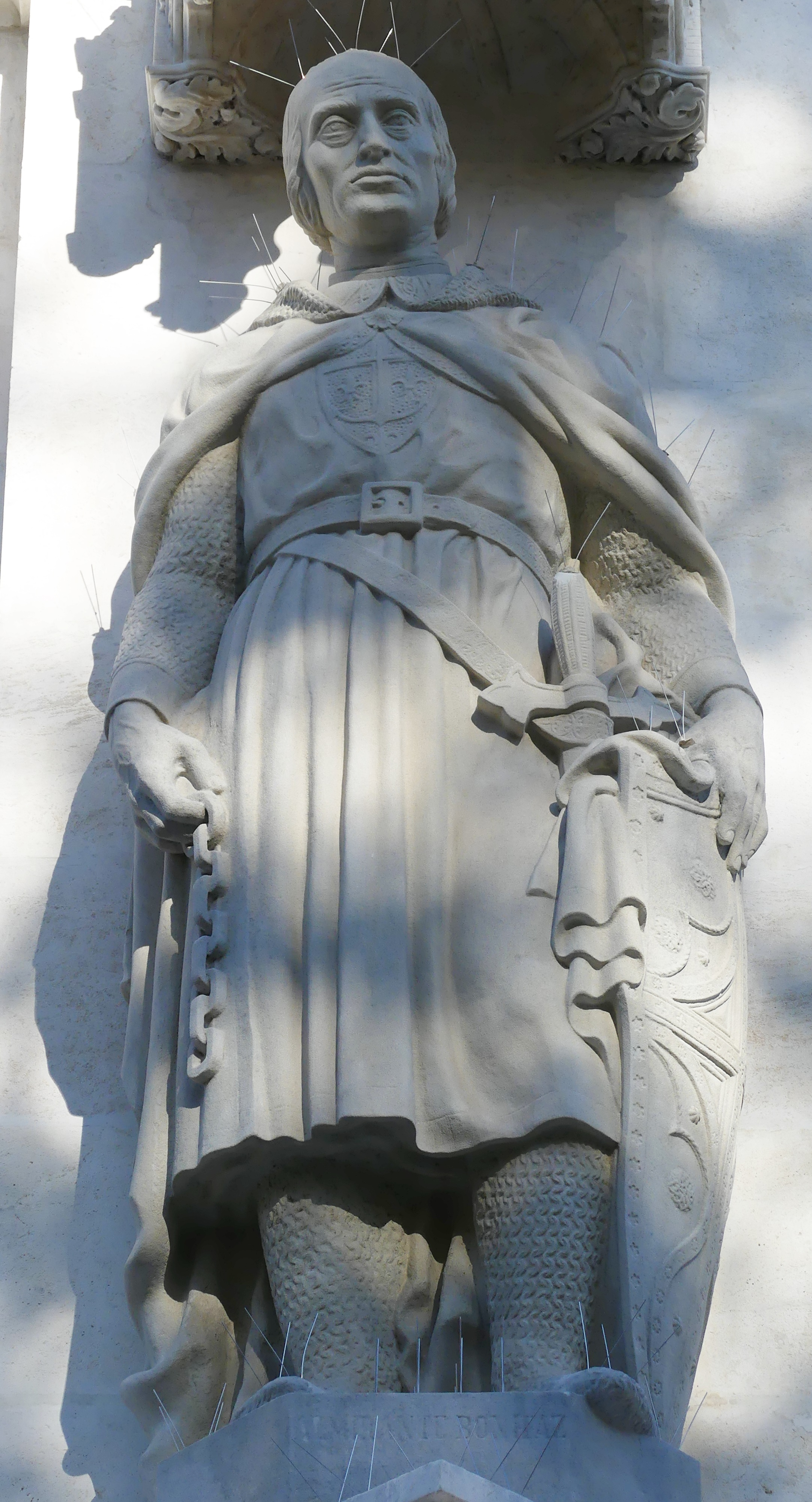
Estatua de Bonifaz en el Monumento a San Fernando de la Plaza Nueva de Sevilla.

La hipótesis es que se trataba, como tantos otros almirantes de Castilla de la época, de un marinero de origen cántabro, si bien no hay unanimidad entre los historiadores. Otros le atribuyen, por el contrario, un origen genovés, probablemente, miembro de una rama de la noble familia genovesa, los Bonifazi, nacido en Marsella o alguna otra localidad de la costa mediterránea francesa, conforme a las tesis expuestas por Antonio Ballesteros Beretta. Otros historiadores directamente lo tienen por nacido en Burgos, donde se documenta su presencia ya el 14 de diciembre de 1228, junto con su primo hermano Guiralt Almerich, siendo joven aún, pues el documento que lo menciona revela que aún no estaba casado, y de familia sin duda foránea aunque alguno de sus miembros podría haberse establecido en Burgos desde finales del siglo XII. Vivió en el barrio de San Lorenzo donde residían mercaderes burgaleses así como sus primos, los hermanos Arnalt y Guiralt Almerich.  La Crónica General de Alfonso X dice de él que era «Omne de Burgos», ciudad de la que era alcalde en 1233  y en 1246.
Fue presentado al rey Fernando III el Santo, posiblemente por García Fernández de Villamayor, cuando estuvo en Burgos en 1245. Enterado el monarca de sus grandes conocimientos marineros, le encargó, a principios de 1247, el apresto en los puertos de Cantabria, Vizcaya y Guipúzcoa de una flota que había de operar en coordinación con su ejército para la conquista de Sevilla.

### Conquista de Sevilla
Bonifaz entregó las reales cartas a los consejeros de las provincias del norte y ellas tuvieron de estimular la emulación entre navieros y navegantes, especialmente en las Cuatro Villas de la Costa de Cantabria (Laredo, Castro Urdiales, Santander y San Vicente de la Barquera). Una vez constituida su armada se puso rumbo al sur, reforzándola a su paso por Galicia con nuevos buques y tripulantes.
Llegó a reunir una flota de trece naves de vela, además de cinco galeras que se habían construido ex profeso a expensas de la Corona en los astilleros de Cantabria a lo largo del año de 1247.
Se presentó Bonifaz con su armada en la desembocadura del Guadalquivir a principios de agosto de 1247, después de una navegación con temporales fuertes que acreditaron su pericia marinera. Allí derrotó a la flota de saetías y zabras moras que mandaba Abu Qabl, que trataron de impedirle el paso, así como la que conducía a Sevilla refuerzos desde el norte de África.

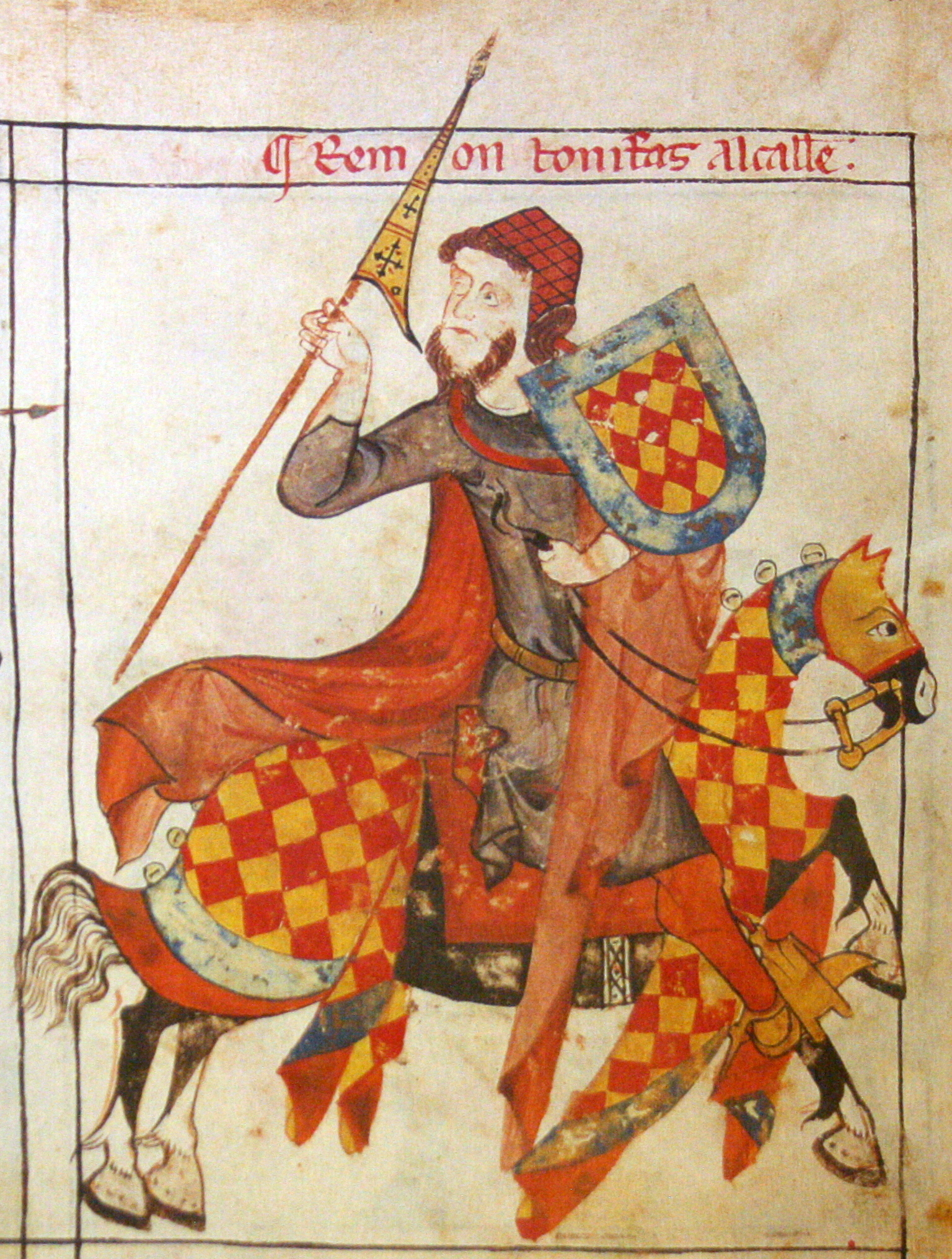
Ramón Bonifaz. Miniatura del Libro de la Real Cofradía de los Caballeros del Santísimo y de Santiago, fol. 23 recto (1338). Archivo de la Real Cofradía de los Caballeros del Santísimo y de Santiago, Catedral de Burgos

Remontó el río en cooperación con la caballería cristiana, apoyado desde la margen izquierda por el rey, a la sazón en Alcalá del Río, envió a tomar contacto con la flota para evitar el apoyo que de otro modo se hubiese dado a las naves musulmanas desde dicha ribera, hostigando a los cristianos.
Dominado el curso del Guadalquivir, en su parte cercana a Sevilla por el sur, ello permitió el paso de las fuerzas a la margen derecha y por tanto el ataque al importante arrabal fortificado de Triana y el destacar el necesario guarda flanco para evitar que acudiesen los socorros enviados por el rey moro de Niebla, Su'ayb ibn Muhammad ibn Mahfuz.
La acción decisiva de la flota fue la rotura del puente-barrera que unía a Sevilla con Triana, que era el principal obstáculo que se presentaba a los buques cristianos para remontar el río hasta la ciudad. La crónica expresa la dificultad que representaba el puente-barrera, que era de barcas amarradas con gruesas cadenas, al esfuerzo del rey Fernando, cuyas tropas no bastaban para completar el cerco de Sevilla-Triana, no obstante los refuerzos enviados por el rey de Aragón, Jaime I, a pesar de estar empeñado en su propia guerra con el moro en el sur de Valencia, en la frontera con Murcia. Dice la crónica: «Con todo estado lo hecho (la ayuda de Jaime) se tenía por poco estar en pie la puente que había sobre barcos, entre la ciudad y el arrabal de Triana».
Se proyectó que la operación de ruptura del puente-barrera se efectuara un día de viento y marea favorable y este fue el 3 de mayo de 1248, en que se conmemoraba la Invención de la Santa Cruz en la flota y en el real de los cristianos. Bonifaz preparó sus dos naves más gruesas, probablemente dos carracas de carga, reforzando sus proas con gruesas tablas sujetas con pernos.
Empezó la acción al subir la marea y con el viento a favor, pues ya previamente se habían reforzado los palos, para que aguantasen la embestida. Las naves se lanzaron a toda vela contra el puente, que retembló al choque de la primera y se rompió al de la segunda, que era precisamente en la que iba Bonifaz.
Se dio un asalto general a Sevilla y a Triana que fue rechazado, pero la resistencia de los moros estaba herida de muerte, al no poder recibir más refuerzos. Las fuerzas cristianas pudieron perfeccionar el cerco y anular la navegación de las naves moras, llegándose así a la rendición de la ciudad de Sevilla. Dice la crónica que en la rotura del puente «consistió toda la victoria, porque los moros desde aquella hora conocieron ser vencidos». En efecto, el rey musulmán Axataf, al verse cercado y sin esperanzas de socorro, rindió la ciudad a los cristianos el 23 de noviembre de 1248.

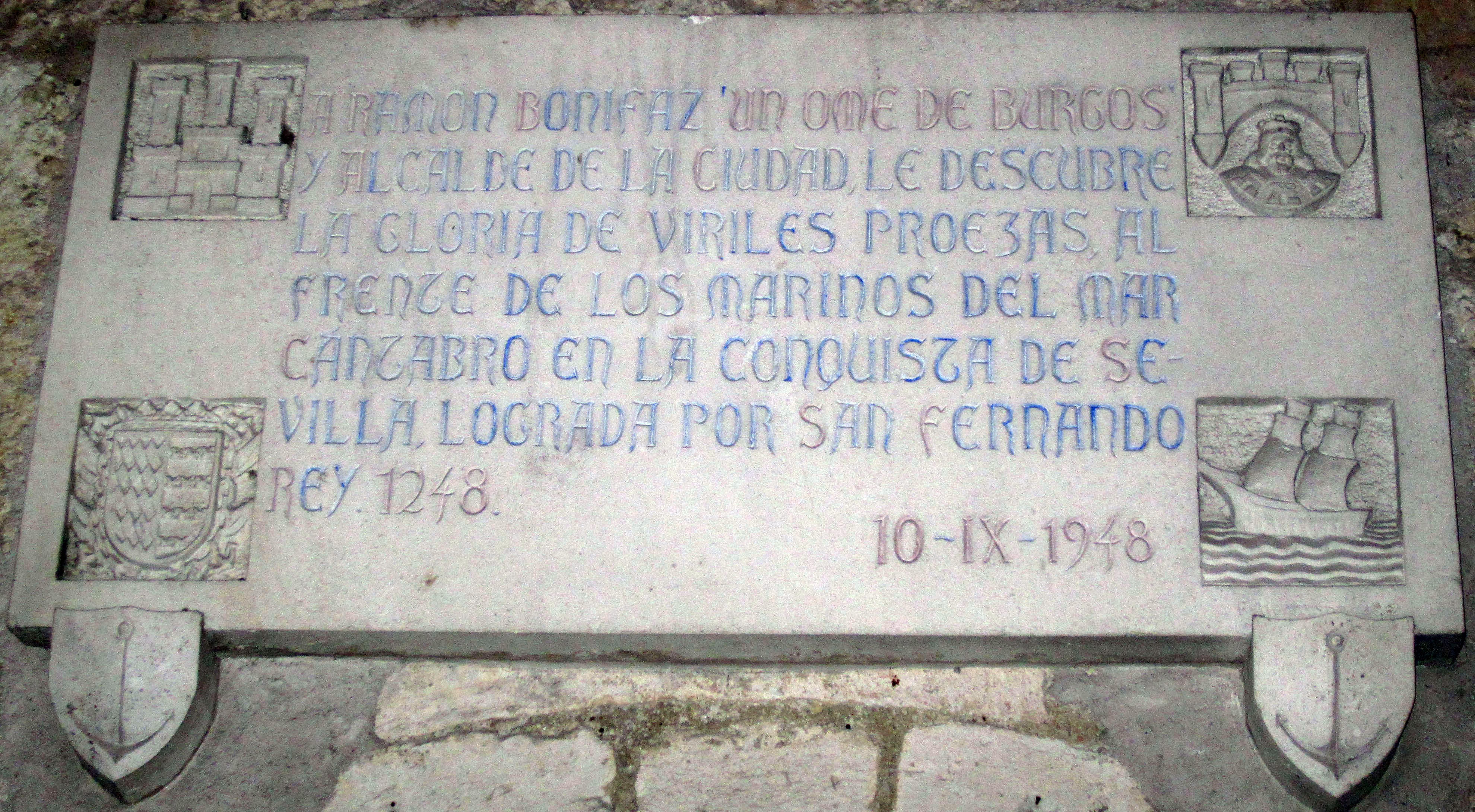
Placa conmemorativa de 1948 en el Arco de Santa María (Burgos)

Este hecho quedó reflejado en el escudo de la ciudad de Santander (que con el Estatuto de Autonomía pasaría a integrar también el de Cantabria), donde se pueden apreciar la Torre del Oro y una nave rompiendo las cadenas en el Guadalquivir. Motivos parecidos aparecen en los escudos de Comillas, Santoña, Laredo y Avilés.

### Almirante de Castilla
Era palpable, después de esta experiencia, la necesidad de una fuerza naval propia de la Corona, y así el rey Fernando encargó a Bonifaz la construcción de unas atarazanas o astilleros donde se construyeran las naves necesarias. Las estableció a orillas del Guadalquivir, en Sevilla, en el Arenal, siendo estas las Atarazanas Reales de Sevilla, a instancias de Alfonso X en 1254, y su alcaide fue Fernán Martínez Badana. Bonifaz consiguió con las fuerzas a su mando limpiar el río de obstáculos de tal modo que poco después las naves mercantes genovesas, pisanas, florentinas y aragonesas, pudieron entrar en el puerto de Sevilla.
Esta escuadra de Bonifaz es la primera de todas las de la península ibérica que se regía por ordenanzas realmente militares, ya que los códigos anteriores, como las Ordinationes Ripariae, estaban dirigidas a las naves mercantes.
En el año de 1250, el rey Fernando III, como recompensa a toda su labor, preocupación, saber y éxito que de sus servicios se obtuvieron, vino en nombrarle almirante de Castilla.
El código de las Siete Partidas publicado en tiempos del rey Alfonso X el Sabio, hijo de Fernando III, no hizo más que recoger todo lo anteriormente legislado en tiempos de su padre en cuanto a lo que la mar se refiere, empezando a ponerse en práctica bajo su mandato.
Bonifaz, viéndose abatido físicamente y casi agotado por sus grandes esfuerzos en la tarea de organizar la primera marina de guerra, solicitó del rey ser retirado a su tierra burgalesa, donde fundó el monasterio de San Francisco. Ramón dejó como alcalde de Burgos a su hijo Diego Bonifaz y él se ocupó de cargos de carácter fiscal, llegando a ser veedor de las rentas reales de los puertos de Castilla.
Falleció en Burgos en 1256, según leyó Antonio Ponz en la inscripción de su lápida sepulcral en el citado monasterio de San Francisco.

## Sepultura
Su cadáver recibió sepultura en el desaparecido monasterio de San Francisco de Burgos, que fue destruido durante la Guerra de la Independencia por las tropas francesas, y posteriormente demolido en 1837. En el sepulcro que contenía sus restos mortales fue esculpida la siguiente inscripción:

Aquí yace el muy noble, y esforzado Caballero D. Ramón Bonifaz, primer Almirante de Castilla, que fue en ganar a Sevilla, y falleció año de 1256.

Durante una visita de la reina Isabel la Católica al monasterio de San Francisco de Burgos, ordenó enmendar el texto de la inscripción, que originalmente llamaba al almirante «Conquistador de Sevilla», gloria que debía quedar reservada al rey Fernando III, dándole la fórmula consignada por Ponz. El sepulcro del primer almirante de Castilla, de piedra, era de elevadas proporciones, y sobre su cubierta se hallaba una estatua yacente que representaba al difunto portando su espada, mientras que a sus pies aparecía colocado un perro acostado, símbolo de fidelidad, que portaba el escudo con las armas del Almirante.

## Matrimonios y descendencia
Según consta en un expediente de sus descendientes en 1663, contrajo cuatro matrimonios.
Con su primera esposa, Andrea de Grimaldi, tuvo tres hijas: María, Antonia y Berenguela. 
De su segunda esposa, Luisa de Velasco y Gomaz, tuvo tres hijos: Andrea, Luis y Pedro.
Su tercera esposa fue Teresa Arias de Fenejosa (Hinojosa) con quien no parece que tuvo descendencia.
Con su cuarta esposa, de nombre desconocido, miembro de la familia Sarracín, tuvo seis hijos y dos hijas. Una de las hijas de este último matrimonio pudo ser Mayor Bonifaz, casada con Pedro Fernández de Rojas. Después de enviudar, fue monja en el monasterio de Santa María la Real de Vileña donde era abadesa su hija Elvira, viuda de Gonzalo Ibáñez de Mendoza. Mayor otorgó testamento en 1315 con el beneplácito de su hija, la abadesa Elvira. En el testamento, se declara hija de Ramón Bonifaz y menciona a otras dos hijas, María y Sancha, así como varios nietos y sobrinos.